# .er
.er – domena internetowa przypisana od  24. września 1996 do Erytrei (Corporation EriTel).
Liczba domen drugiego poziomu istnieje, chociaż nie ma dostępnych informacji o ich dokładnych celach i ograniczeniach.

## Domeny drugiego poziomu
- com.er
- edu.er
- gov.er
- mil.er , pusta strefa niezmieniona od sierpnia 2004 r.
- net.er
- org.er
- ind.er , pusta strefa niezmieniona od sierpnia 2004 r.